# 로타섬
로타섬(영어: Rota, 차모로어: Luta)은 미국의 자치령 북마리아나 제도의 섬 중 하나이다. 북쪽으로는 티니언섬(Tinian), 남쪽으로는 괌 (Guam)이 있다. 면적은 85km2으로, 다른 미크로네시아과 같이 수상 스포츠 및 스쿠버다이빙 등 관광으로 유명하다.

## 지리
로타는 중앙부가 잘록한 모양을 하고 있으며, 그것을 경계로 동부는 평탄한 지형을 이루고 있다. 한편, 서부는 사바나 고원이나 타이핑고트산 등 기복이 있다.
스콜이 많기 때문에 사바나 고원에는 지하수가 고여, 수질이 좋아 식수로 이용되고 있다. 태평양 전쟁 중 미군의 공격을 별로 받지 않았기 때문에, 사이판과 티니안과 달리 섬 전체에 원시림이 많이 남아 있다.
- 면적 : 85.38km2
- 치수 : 길이 - 16.9km, 폭 - 4.8km
- 해안선 : 61.6km
- 가장 높은 곳 : 마니라산 - 495m
- 거리
  - 괌 - 76km
  - 티니안 - 101km
  - 사이판 - 117km
- 인구 : 3,283 명 (2000년 미국 통계국)

## 역사
로타를 최초로 관측한 유럽인은 1521년 페르디난드 마젤란 함대의 〈빅토리아 호〉와 〈로페 라바르로 호〉이다. 그러나, 세 척으로 구성된 마젤란 함대는 이곳에서 정박하지 않았고, 괌에서 정박을 하게 된다. 따라서, 로타에 최초로 발을 디딘 유럽인은 1524년 스페인 항해사 후안 세바스티안 엘카노로 그는 스페인 제국을 대표하여 마리아나 제도 나머지 지역을 병합한다.
로타는 스페인에 이어서 독일의 통치를 받은 후 제1차 세계 대전 중인 1914년에 일제가 적도 이북의 독일령 남양 군도를 점령함으로써 지배권은 일본으로 넘어갔다가 1920년에는 국제 연맹에 의해 위임 통치를 받았다.
로타는 사이판, 티니안에 비해 섬의 개척이 지연되었고, 1934년 당시 만해도 거주하는 일본인은 불과 1000여명이었다. 그래도 1935년 12월에 제당 공장이 완성되어 설탕의 생산이 시작되었다. 그러나 설탕 생산은 잘되지 않았고, 설탕 공장은 3년여 만에 폐쇄되었다.
태평양 전쟁 중 로타에서는 지상전은 벌어지지 않았으며, 주변에서 고립된 상태로 있었다. 1944년이 되면서 수비대가 강화되었고, 최종적으로 해군 2000명(제 56 경비 파견대, 공병대, 항공대 기지 요원) 육군 950명에 이르러다. 육해군 총 지휘관은 육군 보병 이마 시게오 소령이 맡았다. 1944년 6월 19일에는 마리아나 해전에 참가했고, 그러먼 F6F 헬캣에 추적을 받던 요코수카 D4Y 함상 폭격기(아베 요시로 대위와 나카시마 요네키치 소위)가 불시착을 했다. 이 아베 대위가 해군 부대의 지휘관이 되어, 로타는 일본 본토 공습으로 향하는 B-29 폭격기의 기수 방위를 무선으로 경고하는 역할을 담당했다. 공병대가 있었기 때문에 목수, 대장장이, 이발, 봉제 등의 전문가에 어려움을 느끼지 않고 연예부도 편성되어 매일 같이 공습을 받으면서도 상대적으로 평온한 날들이 계속되었다.
1945년 9월 2일 스텐트 미 해병대 대령이 이끄는 구축함이 정박했고, 아이오와 급 전함 〈미주리 함〉(USS Missouri, BB-63)에서 열린 일본의 항복 조인식보다 1시간 늦은 오전 11에 국지적 항복 조인식이 이루어져, 9월 4일 일본 해군 1853명, 일본 육군 947명이 로타를 떠났다. 로타 섬에서의 전사자는 해군 152명, 육군 84명이었다.
전후 국제 연합에 의한 미국의 신탁 통치령이 되었고, 1978년 이후에는 미국의 자치령이 되었다.

## 관광

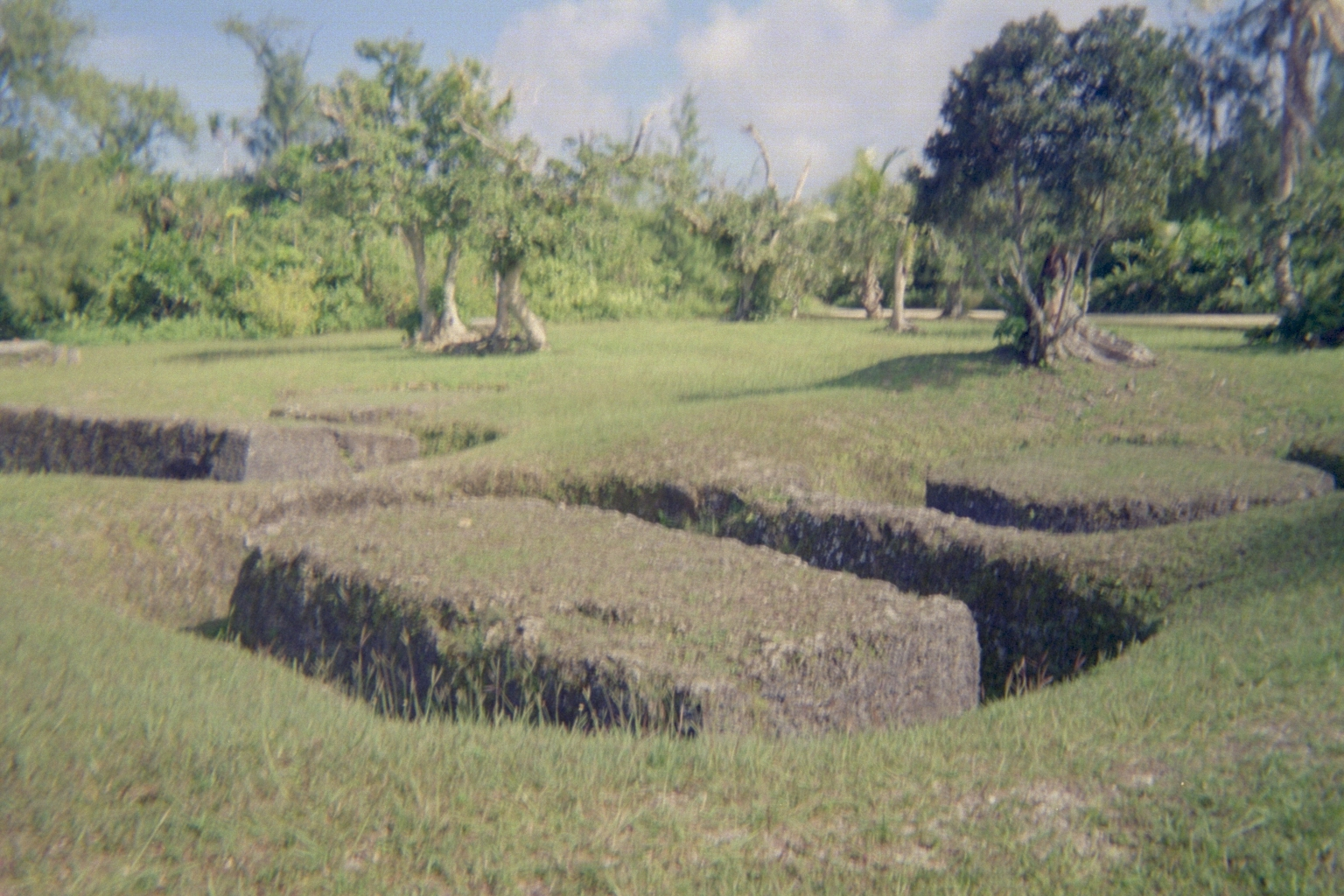
타가스톤 유적

- 테테토 비치

로타에서 가장 인기 있는 해변으로, 탁트인 수평선이 보이는 산호 모래 해변이다.
- 타가 스톤 유적

타가 스톤 유적은 고대 차모로족의 유적이다. 고대 차모로 시대에 사용된 라테 스톤 채석장이며, 여기에서 잘라낸 돌을 사이판과 티니안, 괌까지 카누를 타고 날랐다고 한다.
- 천그루 야자

천그루 야자는 태평양 전쟁 후 미군에 의해 야자 나무가 1000 그루 식수되었다고 하여 그 이름이 붙여졌다. 태풍 등의 영향으로 당시의 나무는 감소했지만, 새로운 싹이 성장하고 있다.
- 로타 소나무 섬

로타 송도는 산호초의 라군에 흩어져있는 작은 섬이다.
- 옷고 폭포

옷고 폭포는 로타 최대의 강인 옷고 강 상류에 있는 폭포이다. 로타는 북마리아나 제도에서 가장 풍부한 물을 보유하고 있으며, 폭포에는 민물 고기가 많이 서식하고 있다.
- 산 프랑스 시스코 데 보르 교회

산 프랑스 시스코 드 보르 교회는 송송 마을의 중심에 있는 섬 유일의 가톨릭 교회로 섬 사람들의 신앙의 중심이 되고 있다. 교회의 종은 전시에 사용된 포탄으로 만들어졌다.
- 통가 동굴

통가 동굴은 송송 마을의 북쪽에 있는 천연 동굴이다. 남태평양 통가에서 카누로 도래한 사람들이 거주한  것으로부터 명명되었다. 태평양 전쟁 중 일본군의 야전 병원으로 사용되기도 했다.
- 로타 동굴 박물관

로타 동굴 박물관은 타타쵸 곶 근처에 있는 동굴을 전시한 박물관이다. 동굴은 높이 30m, 깊이 80m로 일제 시대 일본군의 탄약고로 사용된 적이 있다. 고대 차모로 인이 사용하던 토기나 스페인 식민지 시대, 일본 통치 시대의 일상용품, 태평양 전쟁에서 사용한 무기 등이 상설 전시되어 있으며, 로타의 역사를 엿볼 수 있다.
- 로타 블루

유명 블루홀

## 교통
로타는 작지만, 소규모의 로타 국제공항이 있다. 2013년 7월을 기준으로, 131대의 등록된 차량이 이 섬에 있다.

## 미디어
- KBS 1TV : 《걸어서 세계속으로》